# Aris Limassol
Aris Limassol (greacă Άρης Λεμεσού) este un club de fotbal cipriot cu sediul în Limassol.Echipa susține meciurile de acasă pe Stadionul Tsirion iar culorile ei sunt alb și verde.

## Jucători notabili
- Marios Antoniou
- Yiasoumis Yiasoumi
- Alekos Alekou
- Hristo Yovov
- Atanas Bornosuzov
- Gilbert Bayiha N'Djema
- Jan Vorel
- Edwin Ouon
- Costel Mozacu
- Laurențiu Diniță
- Adrian Mihalcea
- Miha Golob
- Ivan Trabalík
- Adam Foti
- Jovo Miseljic
- Bueno Ernandes
- Plamen Petrov
- Radostin Stanev
- Vincent Ongandzi
- Puma
- Vlastimil Svoboda
- Jani Viander
- Miklos Lendvai
- Waldemar Adamczyk
- Paulo Costa
- Mirza Golubica
- Marian Lalik
- Oleg Blokhin